# Ciudad con estatus especial
Ciudad con estatus especial (en ucraniano: місто зі спеціальним статусом; anteriormente, "ciudad de subordinación republicana") es un término que se refiere a dos de las 27 regiones administrativas de Ucrania: la capital Kiev y la ciudad reclamada de Sebastopol. Su estatus administrativo está reconocido en la Constitución ucraniana en Capítulo IX: Estructura Territorial de Ucrania y se gobiernan de acuerdo con leyes aprobadas por la Rada Suprema.

## Descripción
Ucrania cuenta con dos ciudades con estatus especial.
Kiev, según el mapa oficial ucraniano, está administrativamente separada de la óblast de Kiev. El óblast rodea completamente la ciudad, convirtiéndola un enclave. Kiev también sirve como el centro administrativo de la óblast.
Sebastopol, según el mapa oficial ucraniano, está también administrativamente separada de la República Autónoma de Crimea, reteniendo su estatus especial del período soviético cuando era una ciudad cerrada, sirviendo como base para la antigua Flota del Mar Negro soviética. La ciudad fue sede después de la Armada de Ucrania y la Flota del Mar Negro rusa, pero desde la crisis de Crimea, tanto Crimea como Sebastopol fueron incorporados a Rusia como sujetos federales, un movimiento declarado ilegal por el gobierno ucraniano y la mayoría de la comunidad internacional. (Véase Resolución 68/262 de la Asamblea General de las Naciones Unidas.)

## Lista oficial de ciudades
| Código de ISO | Nombre                  | Bandera | Escudo de armas | Estatus | Área     | Población |
| ------------- | ----------------------- | ------- | --------------- | --- | -------- | --------- |
| UA-30         | Kiev                    |         |                 | Capital de Ucrania; centro administrativo de la óblast de Kiev. | 839 km²  | 2,782,016 |
| UA-40         | Sebastopol (en disputa) |         |                 | El gobierno autónomo de Crimea y el de Sebastopol declararon su independencia el 11 de marzo de 2014 y se integraron mediante referéndum en la Federación de Rusia el día 18 de marzo. Gran parte de la comunidad internacional no reconoce tanto la declaración de Independencia de Crimea y Sebastopol, como los referendos sobre el estatus político de Crimea y Sebastopol y su posterior anexión a Rusia (véase Resolución 68/262 de la Asamblea General de las Naciones Unidas). La soberanía del territorio es reclamada por Ucrania. Para la administración rusa, se gobierna como ciudad federal. | 1079 km² | 380,301   |